# Cementerio San Esteban
El Cementerio San Esteban es un cementerio ubicado en la ciudad de Manizales en Colombia, fue construido en 1922, siendo el cementerio más antiguo de la ciudad aún existente.

## Historia
El primer cementerio de la ciudad, llamado Palestina funcionó desde 1850 en el lugar sobre la salida a Antioquia (actualmente Parque del Observatorio), para 1868, acatando la recomendación del Agrimensor Rómulo Duran, y por razones de la dirección de vientos y las fuentes de agua que allí nacían, se clausuró, para construir uno nuevo al oriente, se construiría en el sector de la Avenida Cervantes (actualmente Avenida Santander), en frente de la Clínica de La Presentación en lo que actualmente es el barrio Lleras, e inaugurado en 1868, se seguiría construyendo y funcionaria hasta 1930.
El 17 de junio de 1923, el segundo Obispo de la ciudad Monseñor Tiberio de Jesús Salazar y Herrera decide colocar la primera piedra del actual Cementerio San Esteban. Desde ese mismo año, se comienzan a trasladar los restos óseos de los cadáveres que se encontraban en ese segundo cementerio. En 1936 se inaugura la estatua de San Esteban adquirida en Europa; el traslado finalizará hacia la década de los años 40 cuando ya entra en funcionamiento total el cementerio.

El 15 de febrero de 1948, al inicio del periodo de La Violencia bipartidista y crecía la persecución política aupada desde escritorios oficiales y desde la misma fuerza pública, el caudillo liberal Jorge Eliécer Gaitán pronuncia un discurso conocido como la Oración por los humildes, en medio del funeral de 20 campesinos liberales asesinados.